# Paradoneis abranchiata
Paradoneis abranchiata är en ringmaskart. Paradoneis abranchiata ingår i släktet Paradoneis och familjen Paraonidae. Inga underarter finns listade i Catalogue of Life.